# لوي-بيير-أوجين سديو
لوي (لويس) بيير أوجين سديو (بالفرنسية: Louis-Pierre-Eugène Sédillot)‏ (1223 - 1292 ه‍ـ / 1808 - 1875 م) هو مستشرق فرنسي، وهو الابن الثاني لجان جاك أمانويل سديو.
صاحب كتاب «Histoire des Arabes» ألفه بالفرنسية، وأشرف علي مبارك باشا على ترجمته إلى العربية مهذباً، وسماه «خلاصة تاريخ العرب».
لويس سيديو: مستشرق فرنسي ولد في باريس عام 1808م وهو الابن الثاني لجان جاك أمانويل سيديو تعلم على يد والده اللغات الشرقية والرياضيات حضر محاضرات المستشرق الفرنسي سيلفستر دي ساسي في كلية فرنسا، ثم صار سكرتيراً له. اهتم بعلم الفلك عند العرب، ومن أشهر مؤلفاته (خلاصة تاريخ العرب) توفي في عام 1875م